# Bob Clarke-trófea
A Bob Clarke-trófea egy díj a Western Hockey League nevű junior jégkorongligában. A trófeát a legtöbb pontot szerző játékos kapja meg a szezon végén. A névadó Jégkorong Hírességek Csarnokának a tagja, Bobby Clarke, aki a WHL egyik első sztárja és egyik legeredményesebb játékosa volt az 1960-as évek végén. Kétszer egymás után nyerte el a pontkirályi címet.

## A díjazottak
A kékkel jelölt játékosok a CHL Top Scorer Awardot is elnyerték.
| Év         | Játékos                                 | Csapat                                   | Pontí                          |
| ---------- | --------------------------------------- | ---------------------------------------- | ------------------------------ |
| 2015–2016  | Adam Brooks                             | Regina Pats                              | 120 (38G, 82A)                 |
| 2014–2015  | Oliver Bjorkstrand                      | Portland Winterhawks                     | 118 (63G, 55A)                 |
| 2013–2014  | Mitch Holmberg                          | Spokane Chiefs                           | 118 (62G, 56A)                 |
| 2012–2013  | Brendan Leipsic Nicolas Petan           | Portland Winterhawks                     | 120 (49G, 71A) 120 (46G, 74A)  |
| 2011–2012  | Brendan Shinnimin                       | Tri-City Americans                       | 134 (58G, 76A)                 |
| 2010–2011  | Linden Vey                              | Medicine Hat Tigers                      | 116 (46G, 70A)                 |
| 2009–2010  | Brandon Kozun                           | Calgary Hitmen                           | 107 (32G, 75A)                 |
| 2008–2009  | Casey Pierro-Zabotel                    | Vancouver Giants                         | 115 (36G, 79A)                 |
| 2007–2008  | Mark Santorelli                         | Chilliwack Bruins                        | 101 (27G, 74A)                 |
| 2006–2007  | Zach Hamill                             | Everett Silvertips                       | 93 (32G, 61A)                  |
| 2005–2006  | Troy Brouwer                            | Moose Jaw Warriors                       | 102 (49G, 53A)                 |
| 2004–2005  | Eric Fehr                               | Brandon Wheat Kings                      | 111 (59G, 52A)                 |
| 2003–2004  | Tyler Redenbach                         | Swift Current Broncos                    | 105 (31G, 74A)                 |
| 2002–2003  | Erik Christensen                        | Kamloops Blazers                         | 108 (54G, 54A)                 |
| 2001–2002  | Nathan Barrett                          | Lethbridge Hurricanes                    | 107 (45G, 62A)                 |
| 2000–2001  | Justin Mapletoft                        | Red Deer Rebels                          | 120 (43G, 77A)                 |
| 1999–2000  | Brad Moran                              | Calgary Hitmen                           | 120 (48G, 72A)                 |
| 1998–1999  | Pavel Brendl                            | Calgary Hitmen                           | 134 (73G, 61A)                 |
| 1997–1998  | Sergei Varlamov                         | Swift Current Broncos                    | 119 (66G, 53A)                 |
| 1996–1997  | Todd Robinson                           | Portland Winter Hawks                    | 134 (38G, 96A)                 |
| 1995–1996  | Mark Deyell                             | Saskatoon Blades                         | 159 (61G, 98A)                 |
| 1994–1995  | Daymond Langkow                         | Tri-City Americans                       | 140 (67G, 73A)                 |
| 1993–1994  | Lonny Bohonos                           | Portland Winter Hawks                    | 152 (62G, 90A)                 |
| 1992–1993  | Jason Krywulak                          | Swift Current Broncos                    | 162 (81G, 81A)                 |
| 1991–1992  | Kevin St. Jaques                        | Lethbridge Hurricanes                    | 140 (65G, 75A)                 |
| 1990–1991  | Ray Whitney                             | Spokane Chiefs                           | 185 (67G, 118A)                |
| 1989–1990  | Len Barrie                              | Kamloops Blazers                         | 185 (85G, 100A)                |
| 1988–1989  | Dennis Holland                          | Portland Winter Hawks                    | 167 (82G, 85A)                 |
| 1987–1988  | Joe Sakic Theoren Fleury                | Swift Current Broncos Moose Jaw Warriors | 160 (78G, 82A) 160 (68G, 92A)  |
| 1986–19871 | (Kelet) Craig Endean (Nyugat) Rob Brown | Regina Pats Kamloops Blazers             | 146 (69G, 77A) 212 (76G, 136A) |
| 1985–1986  | Rob Brown                               | Kamloops Blazers                         | 173 (58G, 115A)                |
| 1984–1985  | Cliff Ronning                           | New Westminster Bruins                   | 197 (89G, 108A)                |
| 1983–1984  | Ray Ferraro                             | Brandon Wheat Kings                      | 192 (108G, 84A)                |
| 1982–1983  | Dale Derkatch                           | Regina Pats                              | 179 (84G, 95A)                 |
| 1981–1982  | Jock Callander                          | Regina Pats                              | 190 (79G, 111A)                |
| 1980–1981  | Brian Varga                             | Regina Pats                              | 160 (64G, 96A)                 |
| 1979–1980  | Doug Wickenheiser                       | Regina Pats                              | 170 (89G, 81A)                 |
| 1978–1979  | Brian Propp                             | Brandon Wheat Kings                      | 194 (94G, 100A)                |
| 1977–1978  | Brian Propp                             | Brandon Wheat Kings                      | 182 (70G, 112A)                |
| 1976–1977  | Bill Derlago                            | Brandon Wheat Kings                      | 178 (96G, 82A)                 |
| 1975–1976  | Bernie Federko                          | Saskatoon Blades                         | 187 (72G, 115A)                |
| 1974–1975  | Mel Bridgman                            | Victoria Cougars                         | 157 (66G, 91A)                 |
| 1973–1974  | Ron Chipperfield                        | Brandon Wheat Kings                      | 162 (90G, 72A)                 |
| 1972–1973  | Tom Lysiak                              | Medicine Hat Tigers                      | 154 (58G, 96A)                 |
| 1971–1972  | Tom Lysiak                              | Medicine Hat Tigers                      | 143 (46G, 97A)                 |
| 1970–1971  | Chuck Arnason                           | Flin Flon Bombers                        | 163 (79G, 84A)                 |
| 1969–1970  | Reggie Leach                            | Flin Flon Bombers                        | 111 (65G, 46A)                 |
| 1968–1969  | Bobby Clarke                            | Flin Flon Bombers                        | 137 (51G, 86A)                 |
| 1967–1968  | Bobby Clarke                            | Flin Flon Bombers                        | 168 (51G, 117A)                |
| 1966–1967  | Gerry Pinder                            | Saskatoon Blades                         | 140 (78G, 62A)                 |

- 1megjegyzés: 1986–1987-ben a két konferencia (kelet és nyugat) külön osztotta ki a díjakat.